# Mülheimer Hafen
Der Mülheimer Hafen ist ein rechtsrheinischer Kölner Hafen ohne Güterumschlag in Köln-Mülheim an Rhein-km 691,5.

## Geschichte

Hafen Köln-Mülheim, im Hintergrund der Zollturm aus 1880 (um 1910)

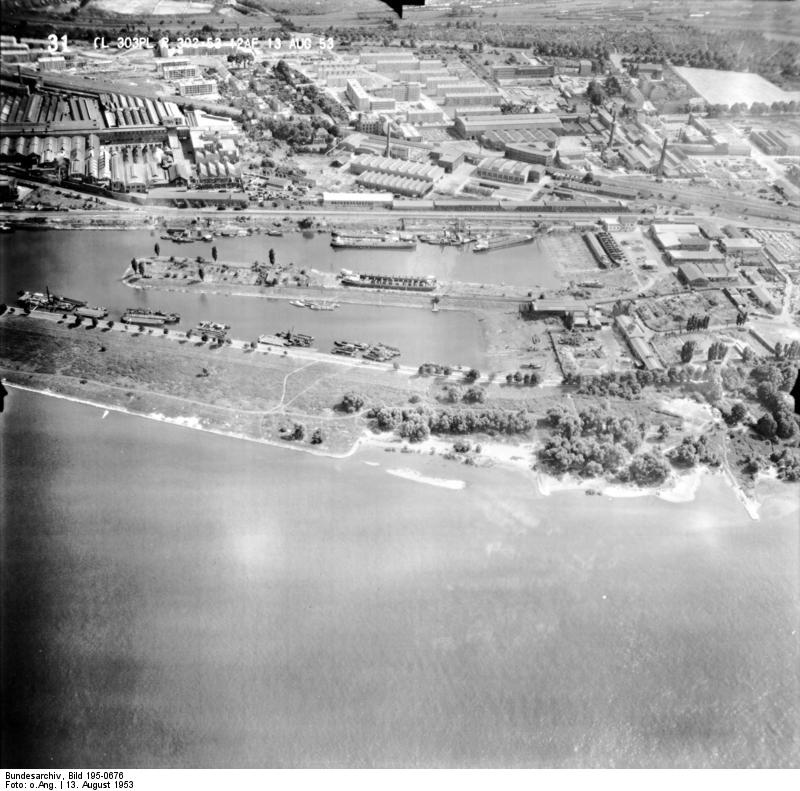
Hafen Mülheim 1953

Am 7. Mai 1259 verlieh Konrad von Hochstaden, Erzbischof von Köln, der Stadt das Stapelrecht. Jeder auswärtige Schiffskapitän, der seine Waren über den Rhein transportierte, musste diese für drei Tage in Köln anbieten. Dies versuchten die Kaufleute zu umgehen. Oberhalb Kölns wurde Zündorf daher zum Hafen und Handelsumschlagplatz für den Warenverkehr mit dem Herzogtum Berg. Als Hafen diente ein Rheinarm zwischen der Groov – einer alten Rheininsel – und dem Rheinufer. Die auf dem Rhein verschifften Waren wurden in Zündorf auf Wagen umgeladen und auf dem Landweg bis Mülheim am Rhein transportiert. Dies war jedoch nicht ungefährlich. Wem nachgewiesen wurde, dass er das Stapelrecht auf dem Landweg umgehen wollte, drohte die Enteignung seiner Waren.
Die Industrialisierung förderte den Bau des ersten Hafens in Köln. Felten & Guilleaume (F&G) firmierte erstmals am 1. Juni 1823 unter diesem Namen und erlangte mit seiner Kabelherstellung Weltruhm. Zwischen 1853 und 1874 gab es die mit zwei Hochöfen betriebene Mülheimer Hütte, deren Abraumhalde „Schlackenberg“ hieß. Bereits 1868 musste sie wegen Auftragsmangels alle 77 Arbeiter entlassen. Das Carlswerk wurde am 14. Juni 1874 durch F&G errichtet, das sich 1892 als OHG verselbständigte und 1899 als „Felten & Guilleaume Carlswerk AG“ an die Börse ging. Seit 1880 ist der Hafen mit dem achteckigen Zollturm für den Freihafen in Betrieb, er lag teilweise auf Deutzer Gebiet. 1896 erwarb F&G die Mülheimer Hafenanlage an der Kranstraße. Der ehemalige Hees’sche Tretkran war unter Erneuerung der Kaimauern 1899 durch zwei Dampfkräne ersetzt worden. Die alte Werft wurde bis 1924 genutzt.
Zwischen 1922 und 1925 entstand der neue Werkshafen von F&G am Schlackenberg, dem Überbleibsel der Mülheimer Hütte. Das Areal entstand durch Nivellierung des 200 Meter langen Geländes als eine uferseitige Be- und Entladeanlage, die in den Rhein vorspringt und F&G als „Rheinwerft“ diente. Bauherr war die Stadt Köln, die ihn durch Erbbaurecht auf 99 Jahre der F&G überließ. Der Mülheimer Hafen diente dem Massengut- und Stückgutumschlag, größter Kunde war F&G. Seit der Stilllegung des Werksbetriebes fehlt dem Hafen der Hauptkunde, was sich enorm auf den Hafenumschlag auswirkte.
Der Mülheimer Hafen war das Ziel erster Bombenangriffe auf Köln während des Zweiten Weltkriegs am 12. Mai 1940.
Der Mülheimer Hafen besitzt seit der Demontage des einzigen Schwergutkrans im Mai 2000 keinen Güterumschlag mehr, sondern betreibt Helling-Anlagen für Schiffe mit einer Länge von bis zu 110 Metern mit 14 Hellingwagen mit je ca. 100 t Traglast für Gefahrguttransportschiffe. Die 1978 gegründete Schiffswerft Deutz GmbH & Co. KG – deren Vorgängerwerft bereits seit 1929 im Hafen tätig ist – unterhält zudem im Mülheimer Hafen umfangreiche Anlagen für die Reparatur, Modernisierung und den Umbau von Fracht- und Passagierschiffen. Sie verfügt außerdem über drei Land- und fünf Wasserliegeplätze sowie ein 450-t-Stevendock. Für Transporte an der Spundwand und der Helling stehen zwei Turmdrehkräne auf dem Gelände. Der Werft ist eine Propellerreparaturwerkstatt angeschlossen. In den Wintermonaten wartet die Schiffswerft Deutz die weiße Flotte der Köln-Düsseldorfer. Auch die wachsende Zahl der Flusskreuzfahrtschiffe ist für die Werft von Bedeutung. Die Goethe wurde hier auf Dieselantrieb umgebaut. Dem Mülheimer Hafen kommt zudem künftig eine erhebliche Bedeutung als Hafenanlage insbesondere für die verstärkte Nutzung als Nachtliege- und Reparaturhafen zu.
Die „Katzenbuckel“ genannte, 180 Meter lange Fußgängerbrücke aus Spannbeton entstand 1955 nach Plänen des Architekten Bernhard Hermkes für die Bundesgartenschau 1957.
Als einziger Hafen auf Kölner Stadtgebiet gehört der Mülheimer Hafen einschließlich seiner Wasserfläche (Hafenbecken) nicht der städtischen Häfen und Güterverkehr Köln (HGK), sondern ist Bestandteil der gemäß § 1 Bundeswasserstraßengesetz gewidmeten internationalen Wasserstraße „Rhein“. Deshalb gehört der Hafen der Bundesrepublik; das hier mit einer Außenstelle (der Tonnenhof wartet Schifffahrtszeichen) vertretene Wasser- und Schifffahrtsamt Köln ist lediglich Betreiber im Auftrag des Bundes. Die Landfläche beträgt 260000 m², die Wasserfläche 127300 m².

## Wirtschaft
An der landseitigen Kaje am Auenweg hat das Bautaucherunternehmen Moissl seinen Sitz. Die Firma besitzt hier eine 200 Meter lange Kaianlage und hat rund 6000 m² Wasserfläche für ihre Schiffe zur Verfügung. Eines der Schiffe ist die MS Obelix, ein Motorprahm mit 2 Fahrmischern und einer Betonpumpe mit Verlegemast. Hiermit kann Spezialbeton unter Wasser eingebracht werden.

## Sonstiges
Im Hafen lebte zwischen 1989 und 1996 die Kelly Family auf dem Hausboot „Sean O'Kelley“, einem 34 Meter langen, 1929 in den Niederlanden erbauten und 160 t schweren Kohleschiff. Das angrenzende Kajengelände war seinerzeit Ziel vieler jugendlicher Fans und musste aus Sicherheitsgründen durch eine Mauer geschützt werden. Im Juni 2004 gelangte das Schiff in das Technik-Museum Speyer.
Von 1998 bis 2013 wurde vom WDR in der Hafenstraße die Fernsehserie Die Anrheiner gedreht. Direkt am Übergang vom Mülheimer Hafen zum Rheinufer wurde die Kulissenstadt errichtet. Diese wurde 2013 nach den letzten Dreharbeiten der Serie wieder abgerissen.
Der alte Hafenkran Fritz wurde von der HGK an die Elbe verkauft und arbeitet inzwischen in Dessau-Roßlau.
Seit dem 4. Mai 2022 informiert vor dem Lindgens-Lokschuppen eine Stele der Via Industrialis über die Geschichte des Hafens und lädt zu einem Rundgang ein. Die Via Industrialis ist ein Projekt des Fördervereins "Rheinische industriekultur e.V.". Die Stele wurde ermöglicht durch die Bezirksvertretung Köln-Mülheim.

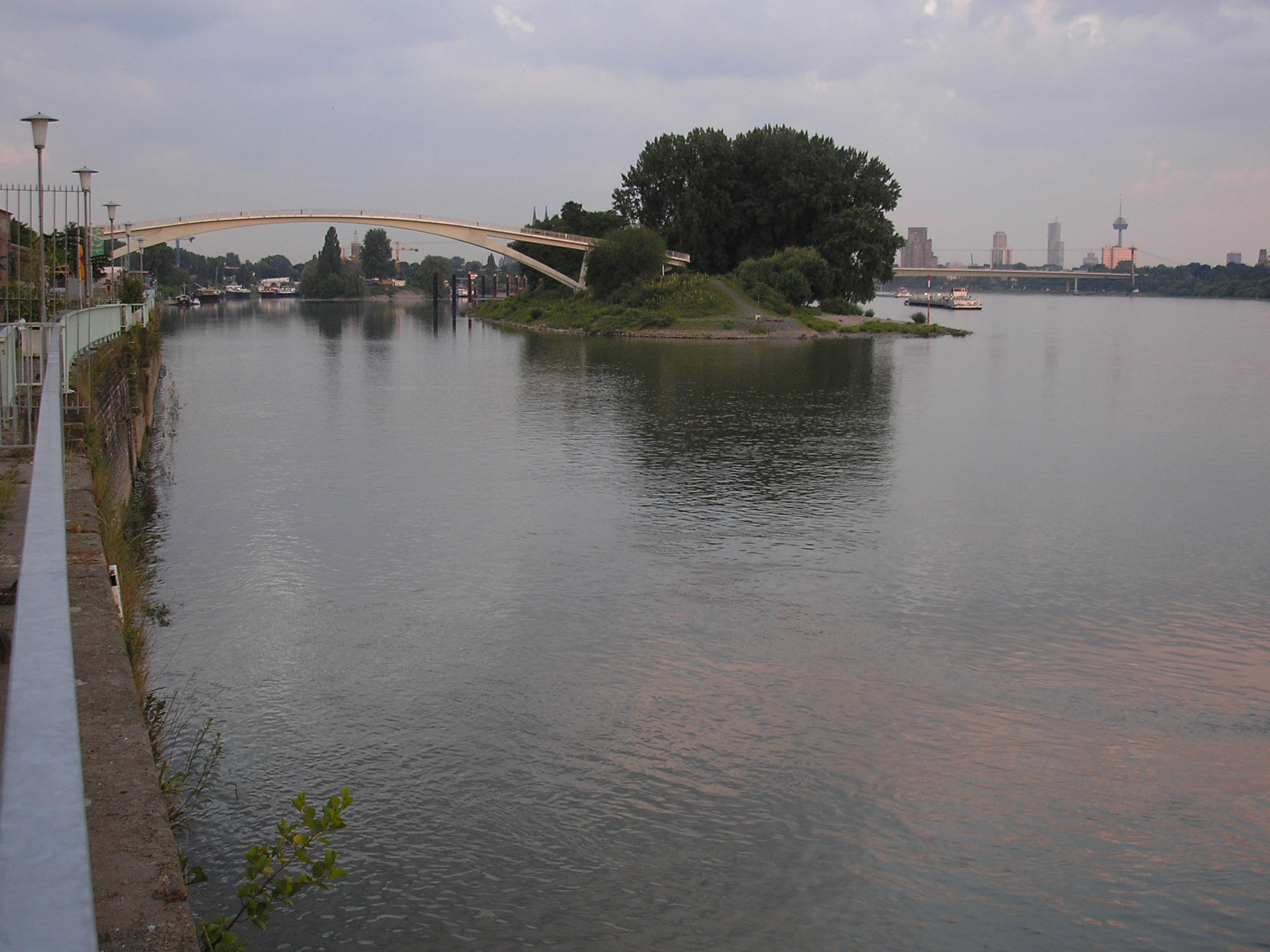
Hafeneinfahrt
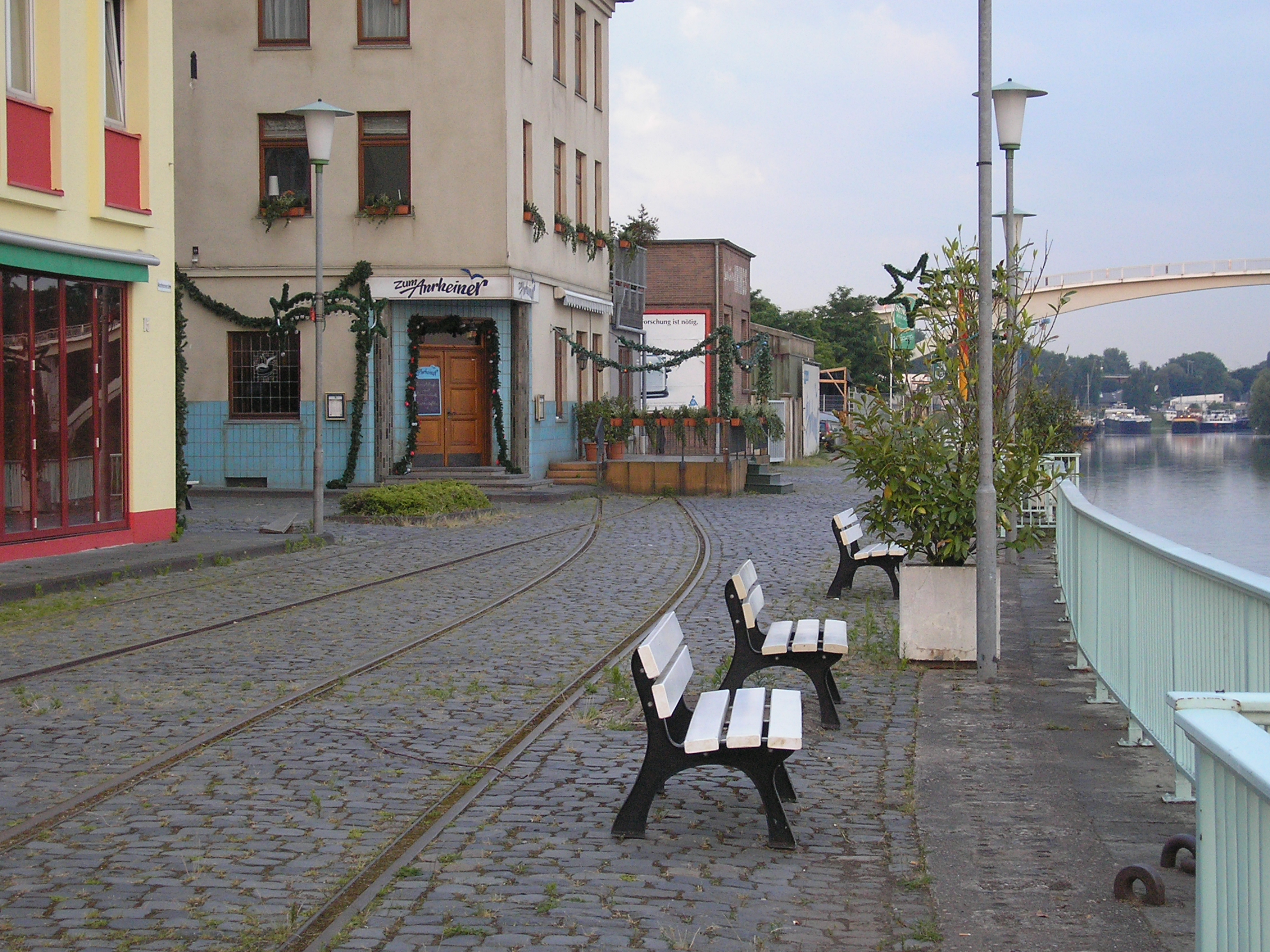
Die Anrheiner am Mülheimer Hafen
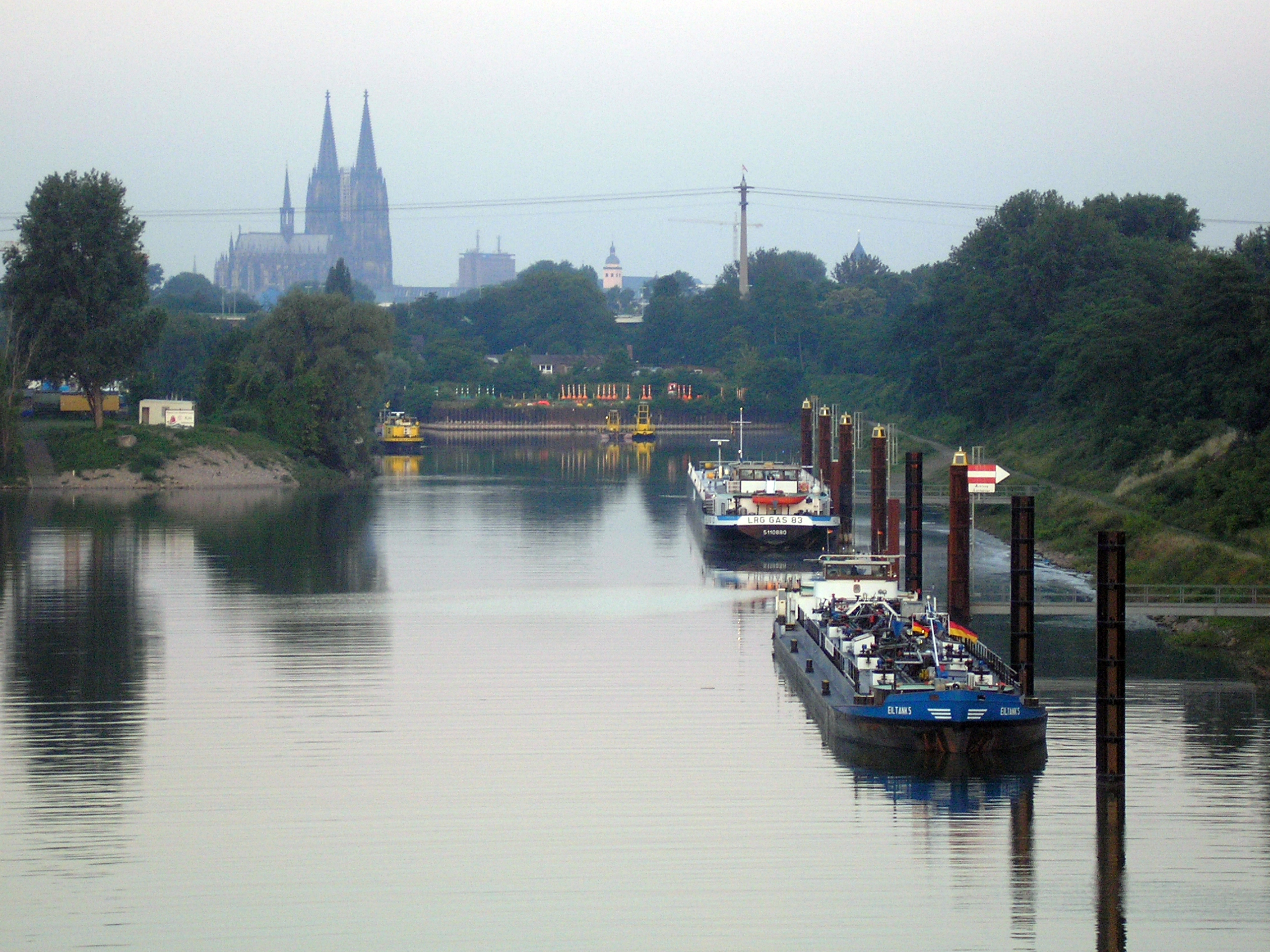
WSA mit Tonnenhof
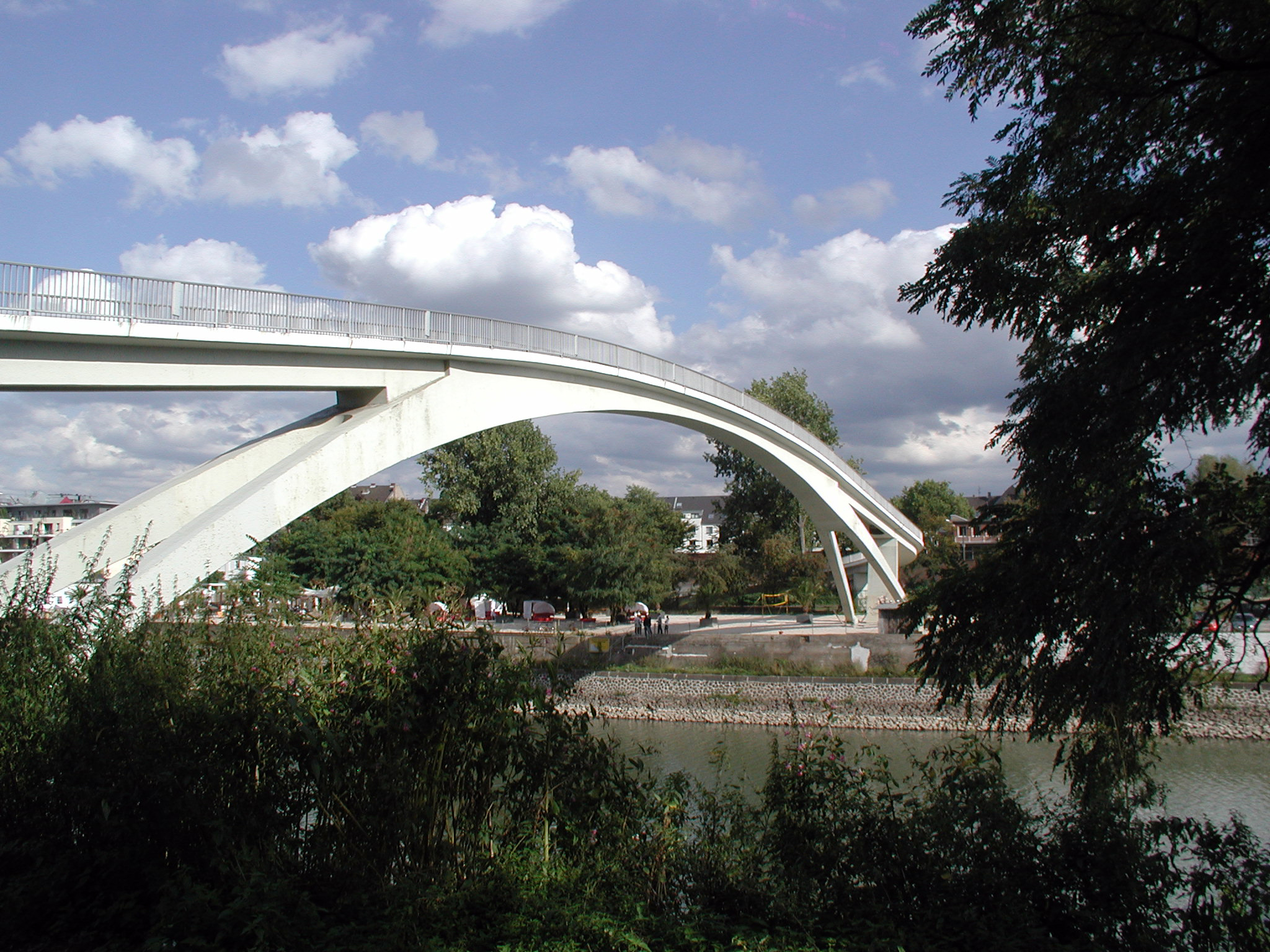
Fußgängerbrücke, im Volksmund Katzenbuckel